# Bpost bank trofee 2015-2016
De bpost bank trofee 2015-2016 was het 29e seizoen van deze wedstrijdenserie in het veldrijden. De competitie ging van start op 11 oktober 2015 en eindigde op 6 februari 2016. De bpost bank trofee telde acht veldritten, allen in België. 
In tegenstelling tot de andere grote klassementen, wordt er in dit klassement gewerkt met tijdsverschillen in plaats van punten. Net als de vorige jaren werden de wedstrijden uitgezonden op Sporza. 
De Belgische veldrijder Wout van Aert won zes van de acht races en ook het eindklassement. Bij de vrouwen won de Belgische Sanne Cant.

## Mannen elite

### Kalender en podia
| Datum      | Wedstrijd                            | Cat. | Eerste         | Tweede               | Derde                  | Leider in het klassement |
| ---------- | ------------------------------------ | ---- | -------------- | -------------------- | ---------------------- | ------------------------ |
| 11/10/2015 | GP Mario De Clercq, Ronse            | C1   | Wout van Aert  | Kevin Pauwels        | Lars van der Haar      | Wout van Aert            |
| 01/11/2015 | Koppenbergcross, Oudenaarde          | C1   | Wout van Aert  | Kevin Pauwels        | Lars van der Haar      | Wout van Aert            |
| 29/11/2015 | KwadrO Flandriencross, Hamme         | C1   | Wout van Aert  | Sven Nys             | Kevin Pauwels          | Wout van Aert            |
| 05/12/2015 | Noorvlees Van Gool Cyclocross, Essen | C1   | Wout van Aert  | Sven Nys             | Michael Vanthourenhout | Wout van Aert            |
| 19/12/2015 | Scheldecross, Antwerpen              | C1   | Wout van Aert  | Mathieu van der Poel | Lars van der Haar      | Wout van Aert            |
| 29/12/2015 | Azencross, Loenhout                  | C1   | Tom Meeusen    | Tim Merlier          | Wout van Aert          | Wout van Aert            |
| 01/01/2016 | KwadrO GP Sven Nys, Baal             | C1   | Wout van Aert  | Sven Nys             | Toon Aerts             | Wout van Aert            |
| 06/02/2016 | Waaslandcross, Sint-Niklaas          | C2   | Laurens Sweeck | Wout van Aert        | Sven Nys               | Wout van Aert            |

### Eindstand
Na 8 wedstrijden (GP Mario de Clercq, Koppenbergcross, Flandriencross, GP Rouwmoer, Scheldecross, Azencross, GP Sven Nys en Waaslandcross) was dit de eindstand in het klassement:
| Pos. | Renner                 | Team                          | RON | OUD | HAM | ESS | ANT | LOE | BAA | NIK | Tijd     |
| ---- | ---------------------- | ----------------------------- | --- | --- | --- | --- | --- | --- | --- | --- | -------- |
| 1    | Wout van Aert          | Vastgoedservice-Golden Palace | 1   | 1   | 1   | 1   | 1   | 3   | 1   | 2   | 7u50'13" |
| 2    | Kevin Pauwels          | Sunweb-Napoleon Games         | 2   | 2   | 3   | 4   | 4   | 12  | 10  | 10  | + 8'43"  |
| 3    | Sven Nys               | Crelan-AA Drink               | 4   | Ret | 2   | 2   | 5   | 10  | 2   | 3   | + 9'32"  |
| 4    | Lars van der Haar      | Giant-Alpecin                 | 3   | 3   | 4   | DNS | 3   | 14  | 7   | 8   | + 11'49" |
| 5    | Laurens Sweeck         | ERA Real Estate-Murprotec     | 17  | 15  | 6   | 7   | 10  | 4   | 9   | 1   | + 12'03" |
| 6    | Michael Vanthourenhout | Sunweb-Napoleon Games         | 12  | 7   | 9   | 3   | 6   | 11  | 4   | 15  | + 13'14" |
| 7    | Gianni Vermeersch      | Sunweb-Napoleon Games         | 7   | 10  | 14  | 5   | 7   | 6   | 6   | 16  | + 14'28" |
| 8    | Tim Merlier            | Vastgoedservice-Golden Palace | 6   | 12  | 12  | 9   | 12  | 2   | 18  | 7   | + 15'22" |
| 9    | Tom Meeusen            | Telenet-Fidea                 | 10  | 4   | 5   | 6   | DNS | 1   | 12  | 4   | + 15'50" |
| 10   | Julien Taramarcaz      | ERA Real Estate-Murprotec     | 13  | 8   | 7   | 11  | 9   | 9   | 13  | Ret | + 18'04" |

| Pos. | Prijzengeld |
| ---- | ----------- |
| 1.   | € 30.000    |
| 2.   | € 20.000    |
| 3.   | € 15.000    |
| 4.   | € 9.000     |
| 5.   | € 7.000     |
| 6.   | € 5.000     |
| 7.   | € 3.000     |
| 8.   | € 2.000     |
| 9.   | € 1.500     |
| 10.  | € 1.000     |
| 11.  | € 750       |
| 12.  | € 650       |
| 13.  | € 500       |
| 14.  | € 500       |
| 15.  | € 500       |
| Tot. | € 96.400    |

## Vrouwen elite

### Kalender en podia
| Datum      | Wedstrijd                            | Cat. | Eerste             | Tweede             | Derde              | Leider in het klassement |
| ---------- | ------------------------------------ | ---- | ------------------ | ------------------ | ------------------ | ------------------------ |
| 11/10/2015 | GP Mario De Clercq, Ronse            | C1   | Pavla Havlíková    | Jolien Verschueren | Nikki Harris       | Pavla Havlíková          |
| 01/11/2015 | Koppenbergcross, Oudenaarde          | C1   | Jolien Verschueren | Niet toegewezen    | Nikki Harris       | Jolien Verschueren       |
| 29/11/2015 | KwadrO Flandriencross, Hamme         | C1   | Helen Wyman        | Sanne Cant         | Nikki Harris       | Jolien Verschueren       |
| 05/12/2015 | Noorvlees Van Gool Cyclocross, Essen | C1   | Sanne Cant         | Thalita de Jong    | Jolien Verschueren | Jolien Verschueren       |
| 19/12/2015 | Scheldecross, Antwerpen              | C1   | Sanne Cant         | Helen Wyman        | Sophie de Boer     | Sanne Cant               |
| 29/12/2015 | Azencross, Loenhout                  | C1   | Sanne Cant         | Pavla Havlíková    | Ellen Van Loy      | Sanne Cant               |
| 01/01/2016 | KwadrO GP Sven Nys, Baal             | C1   | Sanne Cant         | Ellen Van Loy      | Helen Wyman        | Sanne Cant               |
| 06/02/2016 | Waaslandcross, Sint-Niklaas          | C2   | Thalita de Jong    | Nikki Harris       | Sanne Cant         | Sanne Cant               |

### Eindstand
| Pos. | Renster            | Tijd     |
| ---- | ------------------ | -------- |
| 1    | Sanne Cant         | 5u53'10" |
| 2    | Jolien Verschueren | + 4'11"  |
| 3    | Helen Wyman        | + 5'00"  |
| 4    | Ellen van Loy      | + 9'26"  |
| 5    | Pavla Havlikova    | + 10'13" |
| 6    | Nikki Harris       | + 11'46" |
| 7    | Sophie de Boer     | + 18'22" |
| 8    | Loes Sels          | + 18'28" |
| 9    | Maud Kaptheijns    | + 19'55" |
| 10   | Thalita de Jong    | + 22'14" |

| Pos. | Prijzengeld |
| ---- | ----------- |
| 1.   | € 7.500     |
| 2.   | € 5.000     |
| 3.   | € 3.000     |
| 4.   | € 2.000     |
| 5.   | € 1.000     |
| 6.   | € 600       |
| 7.   | € 300       |
| 8.   | € 250       |
| 9.   | € 200       |
| 10.  | € 150       |
| Tot. | € 20.000    |

## Mannen beloften

### Kalender en podia
| Datum      | Wedstrijd                            | Cat. | Eerste          | Tweede              | Derde              | Leider in het klassement |
| ---------- | ------------------------------------ | ---- | --------------- | ------------------- | ------------------ | ------------------------ |
| 11/10/2015 | GP Mario De Clercq, Ronse            | C1   | Eli Iserbyt     | Jonas Degroote      | Daan Hoeyberghs    | Eli Iserbyt              |
| 01/11/2015 | Koppenbergcross, Oudenaarde          | C1   | Quinten Hermans | Jonas Degroote      | Joris Nieuwenhuis  | Jonas Degroote           |
| 29/11/2015 | KwadrO Flandriencross, Hamme         | C1   | Eli Iserbyt     | Daan Soete          | Nicolas Cleppe     | Jonas Degroote           |
| 05/12/2015 | Noorvlees Van Gool Cyclocross, Essen | C1   | Quinten Hermans | Nicolas Cleppe      | Yorben Van Tichelt | Jonas Degroote           |
| 19/12/2015 | Scheldecross, Antwerpen              | C1   | Quinten Hermans | Daan Hoeyberghs     | Yorben Van Tichelt | Daan Hoeyberghs          |
| 29/12/2015 | Azencross, Loenhout                  | C1   | Daan Hoeyberghs | Quinten Hermans     | Daan Soete         | Daan Hoeyberghs          |
| 01/01/2016 | KwadrO GP Sven Nys, Baal             | C1   | Quinten Hermans | Thijs Aerts         | Nicolas Cleppe     | Quinten Hermans          |
| 06/02/2016 | Waaslandcross, Sint-Niklaas          | C2   | Daan Soete      | Berne Vankeirsbilck | Nicolas Cleppe     | Quinten Hermans          |

### Eindstand
| Pos. | Renner             | Tijd     |
| ---- | ------------------ | -------- |
| 1    | Quinten Hermans    | 6u54'44" |
| 2    | Daan Hoeyberghs    | + 2'06"  |
| 3    | Nicolas Cleppe     | + 2'57"  |
| 4    | Yorben Van Tichelt | + 4'55"  |
| 5    | Braam Merlier      | + 6'42"  |
| 6    | Thijs Aerts        | + 6'58"  |
| 7    | Adam Toupalik      | + 12'28" |
| 8    | Yannick Peeters    | + 13'37" |
| 9    | Jonas Degroote     | + 15'42" |
| 10   | Daan Soete         | + 15'46" |

| Pos. | Prijzengeld |
| ---- | ----------- |
| 1.   | € 2.500     |
| 2.   | € 1.500     |
| 3.   | € 1.250     |
| 4.   | € 2.000     |
| 5.   | € 1.000     |
| Tot. | € 6.750     |

## Jongens junioren

### Kalender en podia
| Datum      | Wedstrijd                            | Cat. | Eerste             | Tweede             | Derde             |
| ---------- | ------------------------------------ | ---- | ------------------ | ------------------ | ----------------- |
| 11/10/2015 | GP Mario De Clercq, Ronse            | C1   | Jens Dekker        | Jappe Jaspers      | Seppe Rombouts    |
| 01/11/2015 | Koppenbergcross, Oudenaarde          | C1   | Seppe Rombouts     | Thijs Wolsink      | Clément Levallois |
| 29/11/2015 | KwadrO Flandriencross, Hamme         | C1   | Florian Vermeersch | Jappe Jaspers      | Alex Colman       |
| 05/12/2015 | Noorvlees Van Gool Cyclocross, Essen | C1   | Thijs Wolsink      | Jari De Clercq     | Toon Vandebosch   |
| 19/12/2015 | Scheldecross, Antwerpen              | C1   | Reno Bauters       | Tijl Pauwels       | Jente Tielemans   |
| 29/12/2015 | Azencross, Loenhout                  | C1   | Thijs Wolsink      | Spencer Petrov     | Jari De Clercq    |
| 01/01/2016 | KwadrO GP Sven Nys, Baal             | C1   | Seppe Rombouts     | Tijl Pauwels       | Arno Debeir       |
| 06/02/2016 | Waaslandcross, Sint-Niklaas          | C2   | Jens Dekker        | Florian Vermeersch | Reno Bauters      |

 GP Mario De Clercq · 
 Koppenbergcross · 
 Flandriencross · 
 GP Rouwmoer · 
 Scheldecross · 
 Azencross · 
 GP Sven Nys · 
 Waaslandcross
Kampioenschappen:  Wereldkampioenschappen · 
 Europese kampioenschappen · 
 Belgische kampioenschappen · 
 Nederlandse kampioenschappen
Klassementen:  Wereldbeker · 
 Superprestige · 
 Bpost bank trofee · 
 EKZ CrossTour · 
 TOI TOI Cup · 
 Coupe de France
 National Trophy Series · 
 Giro d'Italia Ciclocross
Overig:  Soudal Classics
1987-1988 · 1988-1989 · 1989-1990 · 1990-1991 · 1991-1992 · 1992-1993 · 1993-1994 · 1994-1995 · 1995-1996 · 1996-1997 · 1997-1998 · 1998-1999 · 1999-2000 · 2000-2001 · 2001-2002 · 2002-2003 · 2003-2004 · 2004-2005 · 2005-2006 · 2006-2007 · 2007-2008 · 2008-2009 · 2009-2010 · 2010-2011 · 2011-2012 · 2012-2013 · 2013-2014 · 2014-2015 · 2015-2016 · 2016-2017 · 2017-2018 · 2018-2019 · 2019-2020 · 2020-2021 · 2021-2022 · 2022-2023 · 2023-2024 · 2024-2025